# Ланин, Николай Петрович
Николай Петрович Ланин (1832—1895) — московский купец 1-й гильдии. Потомственный почётный гражданин.

## Биография
Родился 21 марта 1832 года. Учился в 3-й московской гимназии; затем изучал технические науки за границей. По возвращении в Москву основал завод искусственных и минеральных вод (1852), которыми торговал оптом и в розницу в собственном магазине «Ланинские воды», а также в других магазинах города под фирмой «Н. П. Ланин». Также его завод производил, как писал В. А. Гиляровский, искусственное «ланинское» шампанское, «которое подавалось подвыпившим гостям в ресторанах за настоящее и было в моде на всех свадьбах, именинах и пирушках средней руки»; «здесь все дешево: водка рубль бутылка, вина тоже от рубля бутылка, разные портвейны, мадеры лиссабонские московской фабрикации, вплоть до двухрублевого шампанского, про которое тут же и песню пели: „От ланинского редерера трещит и пухнет голова“».

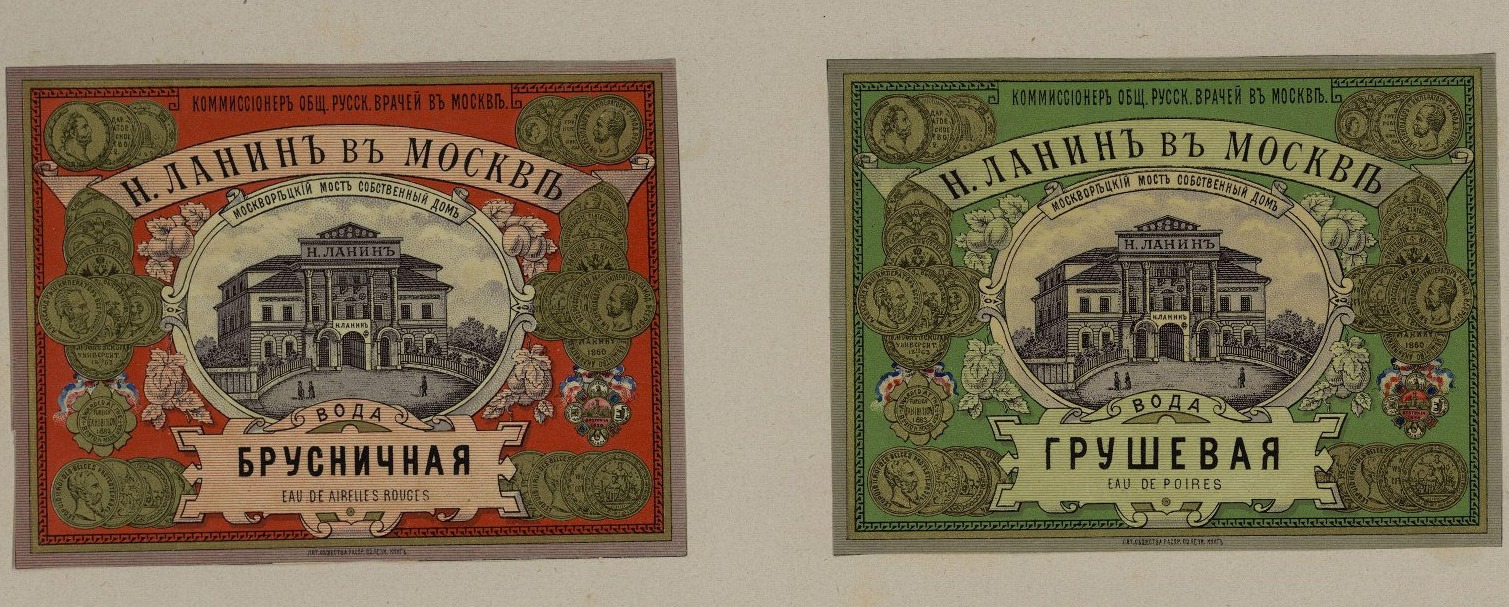
Две этикетки от Ланина — воды брусничной и грушевой.
На этикетке изображён дом Н. П. Ланина у Москворецкого моста.

Был выборным Московского биржевого общества (1876—1879).
В конце 1880 года приобрёл газету «Русский курьер», редактировать которую пригласил В. А. Гольцева и Ф. Д. Нефедова. В 1880-х годах ланинская газета оттеснила популярные в 1870-х годах «Голос» и «Санкт-Петербургские ведомости». Половину страницы последней полосы газеты занимало чуть ли не единственное объявление с гербами и медалями о шипучих водах и «ланинском» шампанском, которые, усиленно рекламированные, отлично продавались и покрывали расходы убыточной газеты; Ланин прекратил её выпуск лишь спустя 9 лет — по «не зависевшим от него обстоятельствам».
Неоднократно избирался гласным московской городской думы (1869—1872; 1873—1876; 1877—1880; 1881—1884; 1885—1888; 1889—1892). В купеческой по своему составу московской городской думе тех лет Ланин был одним из лидеров многочисленной и весьма активной группы гласных от «третьего разряда» (мещан и ремесленников Замоскворечья и промышленных слобод). Городской голова (1881—1883) Б. Н. Чичерин отмечал: "В мое время несколько присмирела <…> «язва» — купец Ланин, выезжавший на громких либеральных фразах; он изредка продолжал ещё разглагольствовать в собраниях, но большею частью довольствовался издаваемым им «Русским курьером».
Умер 2 апреля 1895 года. Был похоронен на кладбище Алексеевского женского монастыря.
Московский домовладелец (1903): Новая Басманная улица, 25; Софийская набережная, 178 (дом изображён на этикетке ланинских вод).